# Pahah
Das Pahah, auch Pauah, war ein ostindisches Flächenmaß und es wurde um Kalkutta in Bengalen verwendet.
- 1 Pahah = 4 Tschittacks/Chattacks = 16,722247 Quadratmeter

Die Maßkette war
- 1 Bigga = 20 Cottas = 80 Pahahs = 320 Chattacks = 6400 Quadrat-Hauts = 13,37755 Ar